# Habsbursko-osmanská válka v letech 1529–1533
Habsbursko-osmanská válka v letech 1529–1533 byla první z dlouhé série válek mezi Habsburskou a Osmanskou říší.

## Situace v Uhersku
Události války přímo souvisely s občanskou válkou v Uhersku mezi Ferdinandem I. a Janem Zápolským. Po porážce uherského vojska v bitvě u Moháče a smrti krále Ludvíka II. bez dědice si část uherských velmožů se souhlasem sultána Sulejmana I. zvolila za krále sedmihradského vévodu Jana Zápolského. Rakouský arcivévoda Ferdinand se však na základě ustanovení prvního vídeňského kongresu také prohlásil za dědice české a uherské koruny a v létě roku 1528 obsadil Uhersko. Zápolský uprchl do Polska a požádal Istanbul o pomoc. Turci mu pomohli znovu získat Horní Uhersko a sami začali obsazovat uherská území v severní Bosně, Slavonii a Chorvatsku.
V roce 1528 Ferdinand vyslal své vyslance do Konstantinopole s návrhem na uzavření míru nebo alespoň tříletého příměří. Požadoval také navrácení 24 uherských měst, která byla obsazena Osmany. Vyslanci dorazili do tureckého hlavního města 29. května. Turci neuznali Habsburky jako právoplatné nositele uherské koruny a Ferdinanda považovali pouze za zástupce Karla V., nikoli za nezávislého vládce. Neměl podle nich právo nazývat se králem a vznášet jakékoli požadavky. Po devíti měsících věznění byli vyslanci posláni zpět s odpovědí, která se rovnala vyhlášení války.

## Sulejmanova třetí invaze

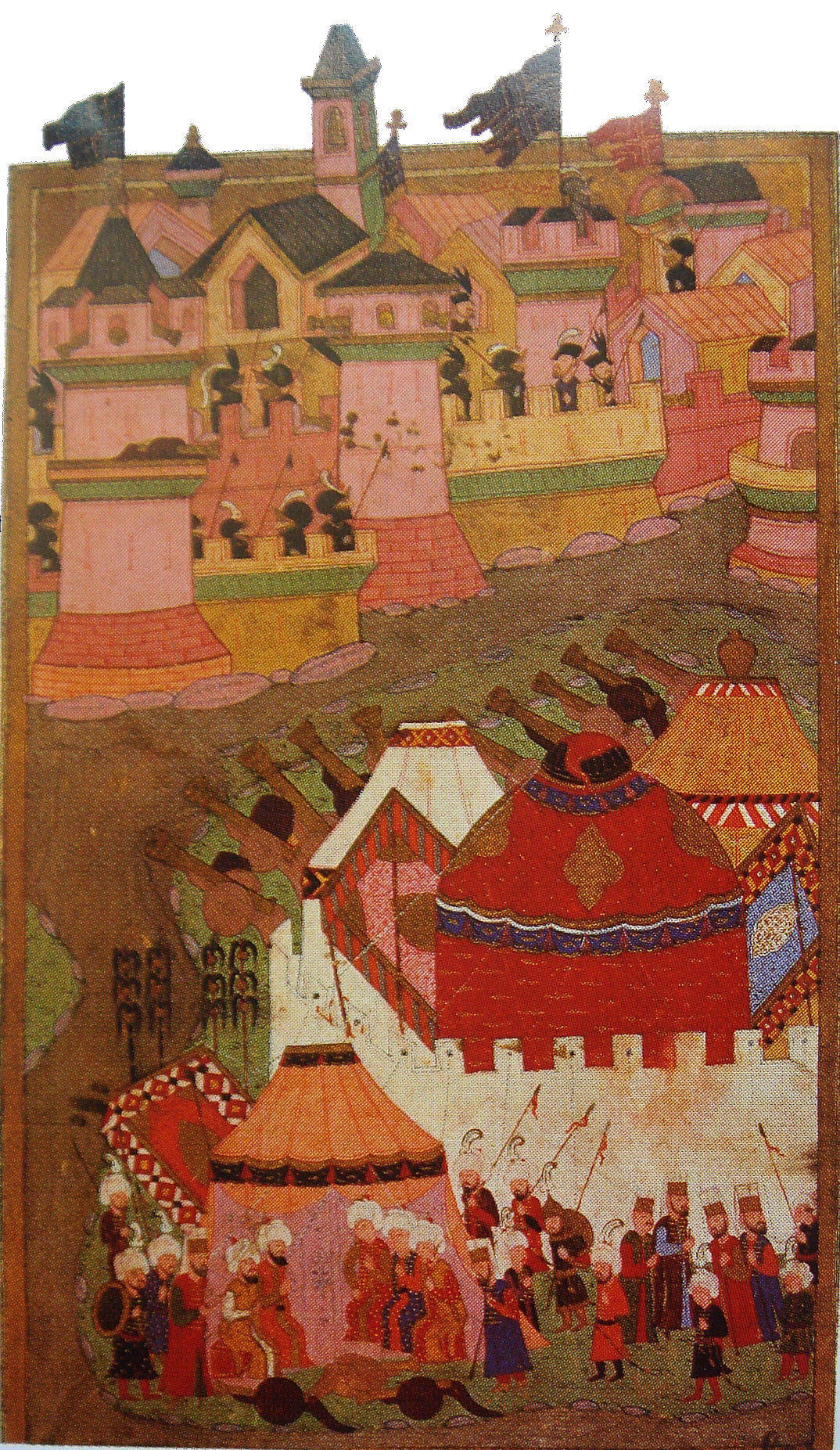
Osmanský obraz obléhání ze 16. století, uložený v istanbulském muzeu umění

Dne 10. května 1529 vyrazila z Istanbulu 200tisícová armáda vedená sultánem Sulejmanem I. a velkovezírem Ibrahimem Pašou. Dne 18. července dorazila turecká armáda k Moháči, kde se k ní připojil osmanský vazal Jan Zápolský. Dne 3. září dorazil sultán do Budína a už 8. září město dobyl. Čtrnáctého září doprovodili turečtí janičáři Jana Zápolského do královského paláce.
Ve dnech 26.–27. září se osmanská vojska, doprovázená flotilou plující po Dunaji, přiblížila k Vídni. Posádku města pod velením Filipa Falcko-Neuburského, Wilhelma von Rogendorfa a Mikuláše ze Salmu tvořilo 17 000 mužů a 72 děl proti 300 dělům nepřítele. Během obléhání turecká armáda pomocí dělostřelectva prorazila velké trhliny v hradbách města. Dvě miny zničily část hradeb poblíž Karintské brány a mezi 10.–12. říjnem vedli Osmané třídenní zuřivý útok na pevnost. Pod vedením Mikuláše ze Salmu a Johanna Katze obránci Vídně turecké útoky odrazili. Po proražení větší trhliny podnikli Osmané 14. ledna nový útok ve třech vlnách, ale opět byli odraženi. Hrabě ze Salmu, který stál v první linii obrany, byl vážně zraněn výbuchem turecké miny.
Tento útok byl poslední. Začaly chladné podzimní dny a janičáři, kteří narazili na tvrdý odpor, odmítli v obléhání pokračovat. Dne 16. října sultán zrušil tábor a zahájil ústup. Vídeň se podařilo ubránit, avšak země Dolního Rakouska a Štýrska až po Linec byly zpustošeny, mnoho obyvatel bylo zabito nebo odvlečeno do otroctví. Místní domobrana však dokázala ubránit Horní Rakousy. Pod velením Hanse von Staremberga se podařilo zastavit 30tisícovou tureckou armádu postupující k řece Enns.
Podle historiků byla neúspěšnost osmanské invaze způsobena jejich taktikou. Nábor armády začal až na konci roku a teprve v dubnu byla vojska připravena vyrazit z Istanbulu směrem k Budínu. Vzdálenost mezi oběma městy je přímou čarou přibližně 1 000 km. Nejranější možný příchod Osmanů do habsburského Uherska tak připadal na červenec, což ponechávalo pouze tři a půl měsíce na válečné operace, než vojáci odmítli bojovat kvůli podzimním dešťům.

## Sulejmanova čtvrtá invaze

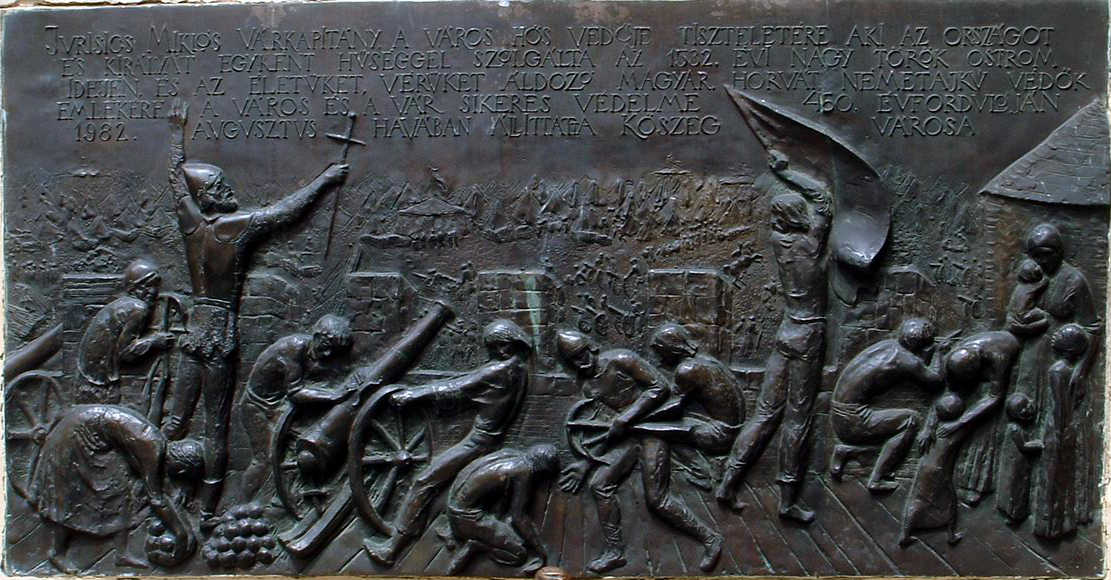
Pomník obléhání Kőszegu, nacházející se v městysi Kőszeg

Ferdinandovy neustálé pokusy o dobytí Uherska, zejména neúspěšné obléhání Budína habsburským velitelem Rogendorfem na konci roku 1530, vedly sultána k rozhodnutí uspořádat další výpravu na Vídeň.
Dne 25. dubna 1532 se z Istanbulu znovu vydala na pochod 200tisícová armáda (70 000 vojáků z Rumélie, 30 000 z Anatolie, 12 000 janičářů, 2 000 příslušníků kavalerie a 60 000 jezdců). Ferdinandovi vyslanci se sultánem setkali v Niši ve snaze dosáhnout prodloužení Višegrádské smlouvy. U Bělehradu se k Turkům připojilo 30 000 krymských Tatarů. Tentokrát Osmané postupovali podél levého břehu Drávy, přecházeli přes Osijek, Baboču a Kanizsu.
Po dobytí několika uherských pevností se osmanská armáda 5. srpna přiblížila k městu Kőszeg (Güns), které bránila posádka 700 mužů pod velením Nikoly Jurišiće. Během slavného obléhání, které trvalo od 9. do 31. srpna, obránci pevnosti za pomoci obyvatel města i okolních vesnic dokázali odrazit dva turecké útoky. Podle legendy Turci na území pevnosti nevstoupili.
Toto obléhání na nějakou dobu zastavilo postup Turků, a sultán se rozhodl nepokračovat na Vídeň, protože mezi rakouskou metropolí a Wiener Neustadtem stála 100tisícová armáda Karla V. – jediná příležitost, kdy se císař osobně podílel na obraně habsburských dědičných zemí.
Oddíly akindžiů zpustošily Štýrsko a Korutany, zaútočily na města Graz, Friedberg, Kirchberg, Hartberg a další, dokonce pronikly i do Horního Rakouska. Osmanský kronikář s nadšením popisoval, jak osmanští vojáci plenili tuto bohatou zemi, kterou přirovnával k ráji. Císařská vojska pod velením Jáchyma Braniborského však Osmanům uštědřila několik porážek, donutila je k ústupu a 19. září v Leobersdorfu obklíčila a zabila 10 000 tureckých vojáků, včetně Kasima Beje, jednoho z vůdců výpravy.
V září Turci zahájili ústup zpět do Istanbulu, přičemž s sebou odvlekli 30 000 zajatců z Uherska, Slavonie a Štýrska.

## Mírová smlouva
Po Sulejmanově odchodu císař rozpustil armádu, aniž by se pokusil o protiútok nebo povstání v Uhersku proti Janu Zápolskému. Ferdinand znovu nabídl sultánovi mír. Sulejman, zaměstnaný útokem císařské flotily Andrey Doria na Moreu a přípravami na novou válku s Íránem, souhlasil s uzavřením míru v lednu 1533. Poté, co arcivévodův vyslanec předal klíče od Ostřihomi, Sulejman souhlasil s podepsáním mírové smlouvy s Ferdinandem, v níž ho uznal za uherského krále rovnocenného Janu Zápolskému. Tím došlo k faktickému rozdělení Uherska na dvě části.

## Výsledek
Brzy nato však sultán dohodu z roku 1533 zrušil a občanská válka v Uhersku za účasti tureckých vojsk pokračovala. V roce 1538 byla podepsána další mírová smlouva, podle níž se Ferdinand stal dědicem Jana Zápolského. Naplnění ustanovení této smlouvy v roce 1540 vedlo k osmansko-habsburské válce (1540–1547).
Dědičné země Habsburků utrpěly těžké ztráty, což byl pravděpodobně hlavní cíl Osmanů, neboť to oslabilo Ferdinandovu pozici v boji o Uhersko. Podle historiků dosáhly celkové lidské ztráty v Rakousku a Štýrsku během osmansko-habsburských válek přibližně 200 000 mrtvých a zotročených a trvalo několik desetiletí, než se ekonomika zotavila.